# 야나기바 토시로
야나기바 토시로(일본어: 柳葉敏郎 야나기바 도시로[*], 1961년 1월 3일 ~)는 아키타현 다이센시 (합병전 센보쿠군 니시센보쿠정) 출신의 배우이자 가수이다.

## 인물
애칭은 기바 쨩(ギバちゃん). 취미는 볼링, 골프, 스키, 테니스, 야구.

## 주요 작품

### 영화
- 춤추는 대수사선 THE FINAL (2012)
- 춤추는 대수사선 THE MOVIE 3 녀석들을 해방하라! (2010)
- 아무도 지켜주지 않아 (2009)
- 용의자 무로이 신지 (2005)
- 로렐라이 (2005)
- 춤추는 대수사선 THE MOVIE 2 레인보우 브릿지를 봉쇄하라! (2003)
- 춤추는 대수사선 (1998)
- 모로코 (1997)
- 안녕! 사랑의 야쿠자 (1990)
- 추억은 방울방울 (1991) - 성우
- 4월 괴담 (1989)

### 드라마
- 아포양~달리는 국제공항 (2013)
- 나사케의 여자 (2010)
- 불모지대 (2009)
- 코드블루 (2008)
- 판도라 (2008)
- 화려한 일족 (2007)
- 점과 선 (2007)
- 간호사 아오이 (2006)
- 검은 가죽 수첩 (2004)
- 사랑하는 톱 레이디 (2002)
- 호조 토키무네 (2001)
- 링 최종장 (1999)
- 반짝반짝 빛나다 (1998)
- 춤추는 대수사선 (1997)
- 사쇼 타에코 - 최후의 사건 (1995)
- 29세의 크리스마스 (1994)
- 그와 그녀의 사정 (1994)
- 멋진 짝사랑 (1990)
- 핫도그 (1990)
- 서로 사랑하고 있나! (1989)
- 심한 녀석들! (1989)
- 너의 눈동자를 체포한다! (1988)